# Bastards (Saigon Kick)
Bastards è il quinto album in studio del gruppo musicale statunitense Saigon Kick, pubblicato nel 1999 esclusivamente per il mercato asiatico.

## Tracce
Testi e musiche di Jason Bieler, eccetto dove indicato.
1. A Lot Like You – 3:41
2. Jehovah – 4:28
3. Meet Your Maker – 3:49
4. Break My Heart – 4:00
5. Sign of the Times – 3:17
6. So Sad to Say – 4:15
7. Solitary Jerk – 3:23 (Bieler, Sanders)
8. We Never Met – 4:11
9. Who's Crying Now – 3:44 (Bieler, Sanders)
10. Big Shot (cover di Billy Joel) – 3:51
11. Nearer – 3:52 (Bieler, Varone, McLernon)

## Formazione
- Jason Bieler – voce e chitarra
- Pete Dembrowski – chitarra
- Chris McLernon – basso (traccia 11)
- Ricky Sanders – batteria (tracce 1-10)
- Phil Varone – batteria (traccia 11)